# David Rose (Guyana)
Pour les articles homonymes, voir David Rose (homonymie) et Rose.
David James Gardiner Rose, né le 10 avril 1923 en Guyane britannique et mort d'un accident de voiture le 10 novembre 1969 à Londres, est un administrateur britannique puis guyanien. 

## Biographie
Élevé à Mahaica en Guyane britannique, il étudie ensuite au Mount St. Mary's College de Spinkhill (Angleterre). Après la Deuxième Guerre mondiale, il retourne en Guyane et se joint aux forces de police coloniales. En 1960, il est nommé officier de défense au Gouvernement de la Fédération des Indes occidentales à Trinidad. Après l'éclatement de la fédération, il sert comme administrateur d'Antigua (1964-1966). En 1966, le Guyana devient indépendant et il en est, à partir du 17 décembre, le premier Gouverneur général (1966-1969).
Il meurt le 10 novembre 1969 à Londres sous l’écroulement d’un échafaudage sur la voiture qu’il occupe.